# Savé
Savé – miasto w Beninie, w departamencie Collines. Położone jest około 160 km na północ od stolicy kraju, Porto-Novo. W spisie ludności z 11 maja 2013 roku liczyło 31 444 mieszkańców.